# (15090) 1999 CA97
A (15090) 1999 CA97 a Naprendszer kisbolygóövében található aszteroida. A LINEAR projekt keretében fedezték fel 1999. február 10-én.